# Втікач з «Янтарного»
«Втікач з „Янтарного“» — радянський дитячий художній фільм 1968 року, знятий на Кіностудії ім. О. Довженка.

## Сюжет
За повістю Ю. Збанацького «Курячий бог». Шестирічний Сергійко з дитячого садка «Янтарний» знаходить чарівний камінчик — «курячого бога». Якщо дивитися через дірочку в камінчику, то світ стає казковим і прекрасним. З цим скарбом і відправляється Сергій подорожувати, зустрічаючись з різними людьми, поки його не знаходять вихователі.

## У ролях
- Сергій Ничипор — Сергій
- Лілія Юдіна — Королева
- Валентина Гришокіна — Люба
- Георгій Куликов — конструктор
- Антоніна Жмакова — дружина конструктора
- Микола Волков — професор
- Софія Карамаш — Заворіна
- Тетяна Долбікова — Льоля
- Анатолій Соловйов — моряк
- Коте Даушвілі — старий-чабан
- Борис Савченко — Ігор
- Юрій Саранцев — кермовий
- Володимир Дорофєєв — сторож
- Володимир Биков — активіст
- Олексій Смирнов — батько
- Анатолій Барчук — вертольотчик
- Еммануїл Геллер — пляжник
- Валентин Черняк — лейтенант міліції
- Оксана Мілешкіна-Смілкова — вихователька
- Анатолій Алексєєв — сторож
- Костянтин Ільницький — Мішка
- Маргарита Криницина — пляжниця
- Людмила Давидова — дівчина
- Валентина Іванченко — кухарка
- Віталій Дорошенко — боксер
- Олександр Гарбуз — боксер
- Олена Мусіченко — епізод
- Людмила Татьянчук — медсестра
- Михайло Крамар — турист-фотограф
- Алім Федоринський — турист
- Валерій Панарін — студент

## Знімальна група
- Режисери-постановники — Євген Брюнчугін, Ігор Вєтров
- Сценарист — Юрій Збанацький
- Оператор-постановник — Олександр Піщиков
- Композитор — Євген Зубцов
- Художник-постановник — Віктор Мигулько